# Vyšné Ladičkovce
Vyšné Ladičkovce (in ungherese Felsőlászlófalva) è un comune della Slovacchia facente parte del distretto di Humenné, nella regione di Prešov.